# Kinh giới
Kinh giới, kinh giới rìa hay kinh giới trồng (tên khoa học: Elsholtzia cristata) là loài cây thảo thuộc họ Hoa môi (Lamiaceae), là một loại rau thơm và cây thuốc.
Kinh giới có thân vuông, mọc thẳng, cao khoảng 30 – 50 cm. Hoa nhỏ, màu tím nhạt, mọc thành bông ở đầu cành. Cây chứa tinh dầu có vị cay, đắng, mùi thơm.

## Phân bố
Kinh giới mọc ở khu vực đồi núi, đất bỏ hoang, với địa hình nhiều nắng, bờ sông suối hay trong rừng; ở cao độ 0-3.400 m. Có tại Ấn Độ, Campuchia, Lào, Malaysia, Mông Cổ, Myanma, Nga, Nhật Bản, Thái Lan, Trung Quốc (ngoại trừ các tỉnh Thanh Hải và Tân Cương), Việt Nam. Nó cũng được du nhập vào châu Âu và Bắc Mỹ.
Tại Việt Nam, kinh giới được trồng ở nhiều nơi, thường được ăn sống.

## Lưu ý
Tại Trung Quốc, nó cùng một số loài khác trong cùng chi Elsholtzia được gọi chung là 香薷 (hương nhu), nhưng không phải là các loài có tên gọi là hương nhu như ở Việt Nam (thuộc chi Ocimum). Trong khi đó, tên gọi 荆芥 (kinh giới) lại được dùng để chỉ các loài thuộc các chi Nepeta và Schizonepeta (Schizonepeta được một số tác giả coi là danh pháp đồng nghĩa của Nepeta).
Ngoài ra, một số loài thuộc chi Chenopodium cũng có tên gọi là kinh giới, bên cạnh các tên gọi như rau muối hay dầu giun. Ví dụ Chenopodium ficifolium gọi là kinh giới trắng. Cụ thể xem thêm bài về chi Rau muối (Chenopodium).

## Hình ảnh

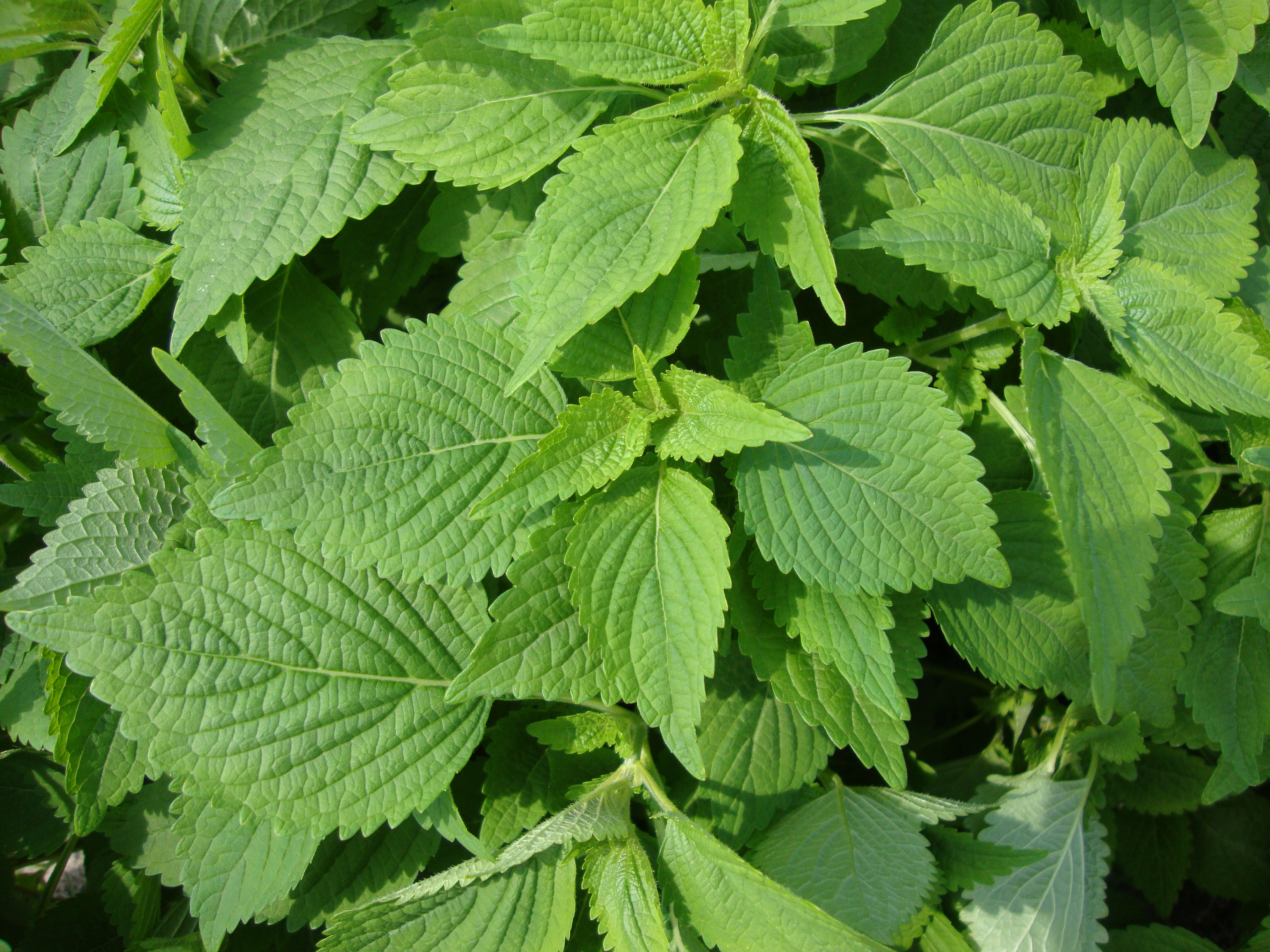
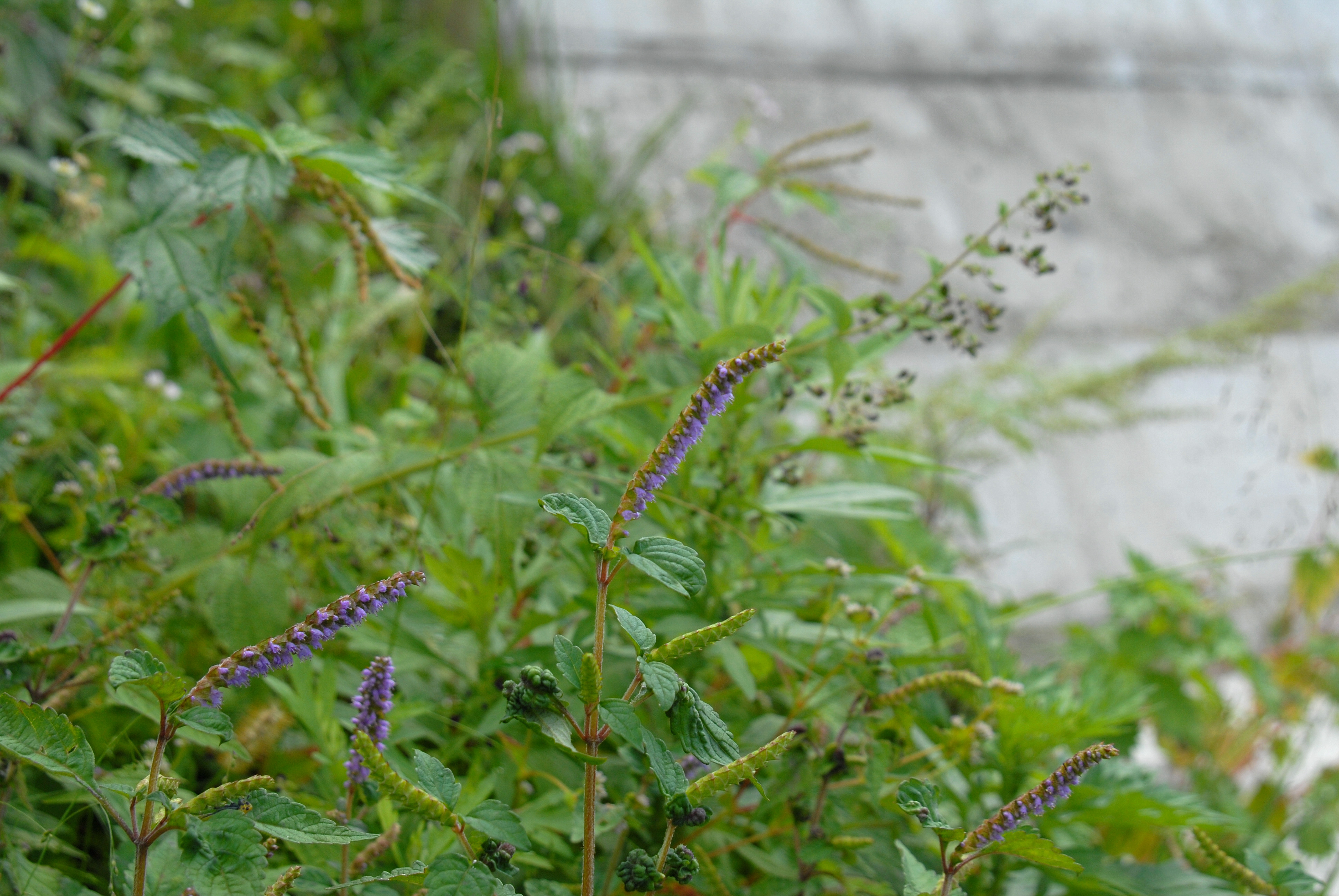
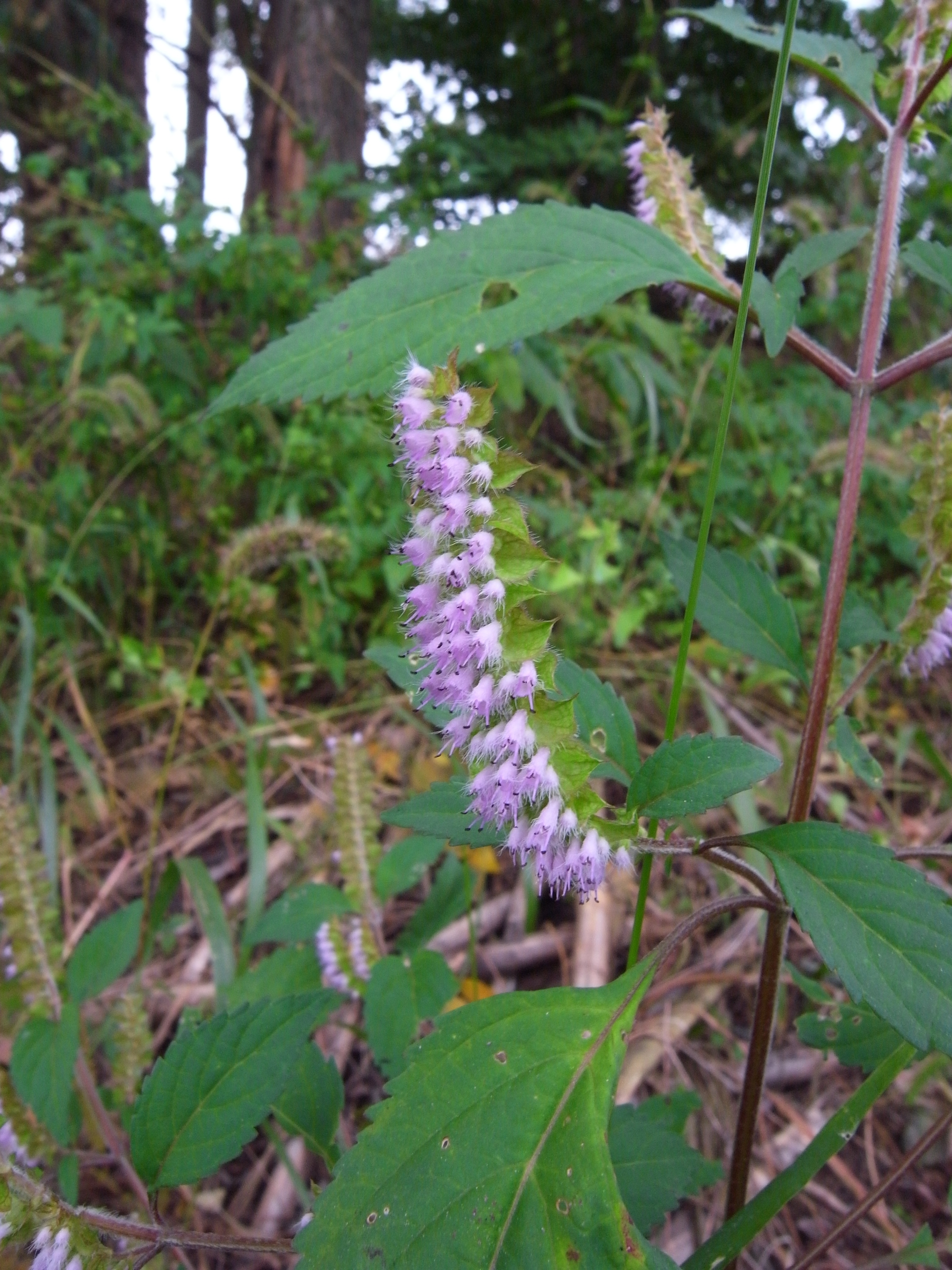
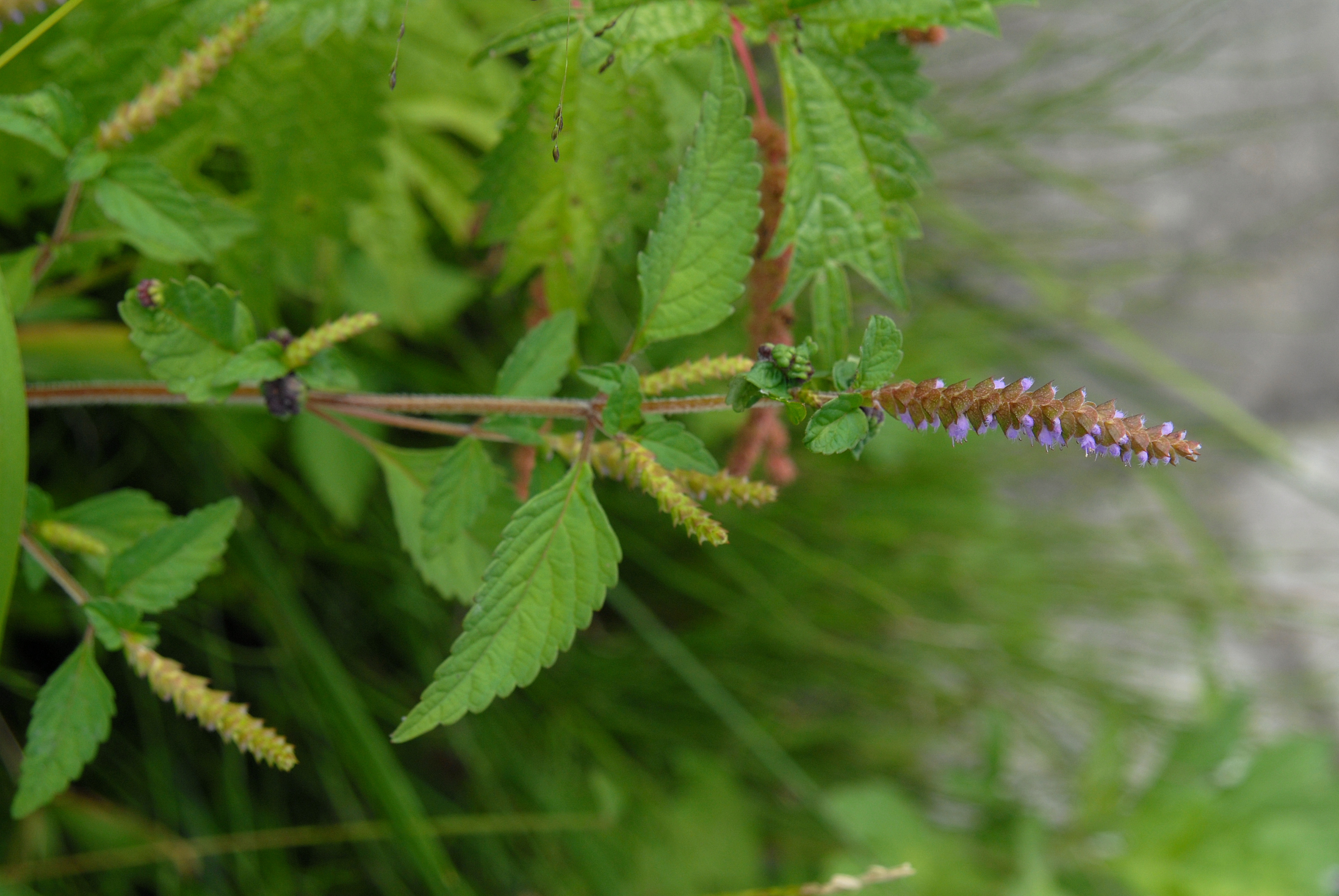